# Ludwig Weninger
Ludwig Weninger (født 1904 i Gunzenhausen i Landkreis Weißenburg-Gunzenhausen, Bayern; død 12. april 1945 i Gaibach i Landkreis Kitzingen, Bayern) var en tysk maler, hvis arbejde knyttes til Neue Sachlichkeit, 'den nye saglighed'.
Weninger studerede fra 1923 filosofi, litteratur og kunsthistorie i München, men vendte sig snart til kunsten
og studerede indtil 1927 ved den tyske maler Hans Hofmanns malerskole i München, hvor han til livets ophold arbejdede som scenograf ('Bühnenbildner') ved blandt andet Bayerische Landesbühne.
1939 blev han indkaldt til Wehrmacht og tjente i Luftwaffe. Kort før krigens slutning blev han i april 1945 skudt af en amerikansk soldat.
| - Værker af Ludwig Weninger - Kvindeportræt, 1925/26 - Stilleben med "Maggiflaske", 1929/30 - Tre badende, 1929/30 - Pige i rød kjole, 1930 - Dalmatinsk landskab (1), 1930'erne - Dalmatinisk landskab (2), 1930'erne - Allé, ukendt dato |